# 拉菲特图皮耶尔
拉菲特图皮耶尔（法語：Laffite-Toupière，法語發音：[lafit tupjɛʁ]）是法国上加龙省的一个市镇，属于圣戈当区。

## 地理
拉菲特图皮耶尔（43°9'52"N, 0°54'20"E）面积4.84 平方千米，位于法国奧克西塔尼大區上加龙省，该省份为法国西南部内陆省份，西南端与西班牙接壤，自此顺时针与上比利牛斯省、热尔省、塔恩-加龙省、塔恩省、奥德省和阿列日省接壤。
与拉菲特图皮耶尔接壤的市镇（或旧市镇、城区）包括：阿尔诺吉耶姆、欧扎斯、芒西乌、圣马托里。

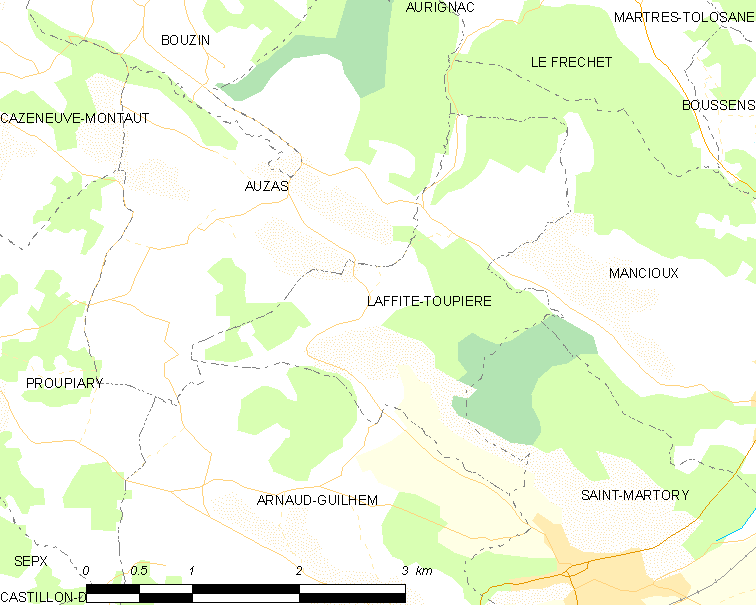
拉菲特图皮耶尔的OSM定位图

拉菲特图皮耶尔的时区为UTC+01:00、UTC+02:00（夏令时）。

## 行政
拉菲特图皮耶尔的邮政编码为31360，INSEE市镇编码为31260。

## 政治
拉菲特图皮耶尔所属的省级选区为巴涅尔德吕雄县。

## 人口

1962-2008年间拉菲特图皮耶尔人口变化图示

拉菲特图皮耶尔于2022年1月1日时的人口数量为95人。